# Tônia Carrero
Maria Antonietta Farias Portocarrero, más conocida como Tônia Carrero (Río de Janeiro, Brasil; 23 de agosto de 1922-ibídem, 4 de marzo de 2018) fue una actriz brasileña de cine, radio, televisión y teatro.
Su apodo familiar siempre fue el de Mariinha, pero en ocasión de su primera película consideró que su nombre verdadero no parecía al de una actriz. Luego de consultar con su profesora de canto, acortó su Antonietta  convirtiéndolo en  Tônia al que agregó la última parte de apellido y así quedó Tônia Carrero.

## Carrera artística
A comienzos de 1947 Tônia Carrero debutó en cine como una de las estudiantes del filme Querida Susana dirigido por Alberto Pieralisi y protagonizado por Anselmo Duarte. En la película Carrero solo aparecía sin hablar, pero, ante su insistencia, se le dio una línea.
Poco después su esposo Thiré obtuvo una beca para estudiar en París con el conocido pintor André Lothe (1885-1962) y Carrero aprovechó para seguir un curso sobre La educación mediante los juegos dramáticos que dirigía el famoso director Jean-Louis Barrault.
En 1947 volvieron a Brasil y al año siguiente Carrero trabajó en Caminhos do Sul, la primera película del director Fernando de Barros en el papel de la hermana del personaje que representaba Maria Della Costa, la esposa del director.  Hubo alabanzas para las dos actrices por su belleza, prestancia y capacidad actoral. A continuación, Tônia Carrero tuvo el papel principal en Quando a Noite Acaba (1950) también dirigida por de Barros que también se exhibió como Perdida pela Paixão. La actuación de la actriz fue elogiada y se destacó en especial la escena final en que ella muere. 
El 13 de diciembre de 1949 Tônia Carrero debutó en el teatro Copacabana de Río de Janeiro encabezando junto a Paulo Autran el elenco que puso en escena Um Deus Dormiu Lá em Casa, una comedia de Guilherme Figueiredo, inspirada en el personaje de la mitología griega Anfitrión. En los años siguientes los integrantes de la pareja protagónica volvieron a actuar juntos en diversas oportunidades en cine, teatro y televisión.
En 1952 actuó en Tico-Tico no Fubá basada en la vida del compositor Zequinha de Abreu, encarnado por Anselmo Duarte, en tanto Carrero personificó a Branca, la bailarina de circo de quien aquel se enamoró. La película, dirigida por Adolfo Celi, encantó al público y representó al país en el Festival Internacional de Cine de Cannes. En esta época recibió el Prêmio Saci.
En 1953 trabajó en É Proibido Beijar, su último filme para Vera Cruz, junto a la figura del teatro brasilero Zbigniew Ziembinski, una comedia ligera dirigida por Ugo Lombardi en la que de nuevo lució su impactante belleza. 
Ese año la compañía inició la preproducción de su proyecto más ambicioso: una película basada en Ana Terra, de la novela épica O Tempo e o Vento de Érico Veríssimo, que iba a protagonizar Carrero con la dirección de Celi, pero la productora Vera Cruz colapsó, la película no se hizo y todo el equipo de artistas, técnicos, libretistas y directores se desbandó.
En 1955 Carrero actuó junto a Arturo de Córdova dirigidos por el director argentino Carlos Hugo Christensen en el melodrama carcelario Mãos Sangrentas.
Carrero y Celi se establecieron en Río de Janeiro y junto a Paulo Autran, fundaron la compañía teatral Tônia-Celi-Autran que representó entre 1956 y 1961 obras de 
George Axelrod,  Goldoni, Lillian Hellman, Pirandello, Françoise Sagan, Jean-Paul Sartre, Shakespeare y autores brasileros como 
Osman Lins, bajo la dirección de Celi y la actuación de Carrero y Autran secundados por algunos de los mejores actores del momento.

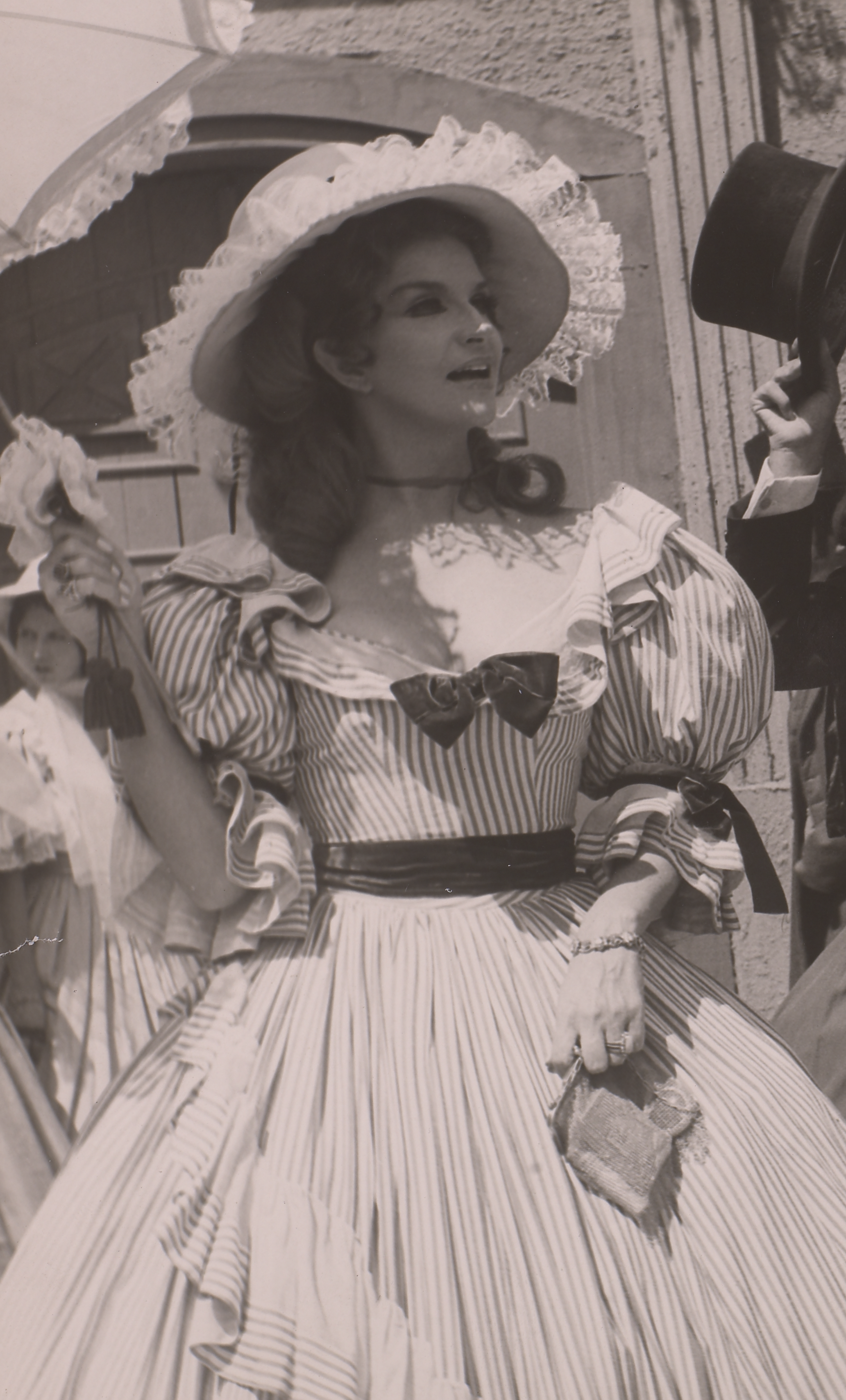
Tonia Carrero (década de 1970).

La compañía llegó a realizar una gira por los estados del sur de Brasil que se prolongó hasta Buenos Aires, donde tuvo un éxito excepcional. Allí el actor y director Lautaro Murúa la comprometió para actuar en el papel de su esposa en el filme Alias Gardelito (1961), para lo cual debió rodar sus escenas a toda velocidad en solamente 4 días para poder retornar a Río de Janeiro a tiempo para retomar las funciones de teatro. El filme, que tuvo críticas muy favorables, no llegó a ser visto en pantalla por Carrero ya que no se exhibió en Brasil.
A comienzos de la década de 1960 intervino en la coproducción argentine-brasilera-estadounidense Carnaval del crimen (1962), dirigida por George Cahan con la actuación del conocido actor francés Jean-Pierre Aumont y en el episodio Noite de Almirante de Esse Rio que Eu Amo (1962), nuevamente dirigida por Christensen. La calidad actoral y belleza de Carrero atrajeron la atención de productores europeos que estaban por filmar en Río, quienes le ofrecieron el papel de la elegante esposa de un ladrón de joyas en la película de coproducción franco-italiana Copacabana Palace (1962), dirigida por Steno (Stefano Vanzina), con la actuación de Walter Chiari.
En 1963 Celi retornó a Italia para continuar su Carrera y al año siguiente Carrero contrajo matrimonio con el ingeniero César Thedim (1930-2000), se separó en 1977 y no volvió a casarse.
Fundó entonces una nueva compañía teatral para poner en escena obras de autores mundialmente conocidos. Su encarnación de Nora, el personaje de Ibsen en Casa de muñecas dirigida por su hijo Cecil Thiré, fue premiada y se la recuerda como una de sus grandes actuaciones. También puso obras de Georges Feydeau, Somerset Maugham, Tennessee Williams y Domingos de Oliveira.
En 1967, cuando Brasil estaba regido por una dictadura militar que utilizaba a granel la censura respecto de las expresiones artísticas, Carrero leyó la obra "Navalhana Carne" (lit. "Navaja en la carne"), de escritor brasilero joven y brillante Plínio Marcos, cuyo personaje principal era una prostituta ya de edad que vivía con su rufián en un barrio pobre y peligroso cuyas calles recorría noche a noche buscando sus cada vez más escasos clientes hasta que su rufián termina abandonándola. La obra fue prohibida por la censura pero Carrero luchó por ella con tan ahínco e inteligencia que consiguió convencer a las autoridades que la permitieran pues no les convenía contradecir a una figura tan popular. Para jugar el personaje Carrero, en la cumbre de su belleza y encanto, bajo la dirección de Fauzi Arap ganó peso, dejó su cabello al natural, adoptó un caminar pesado y torpe, aprendió un hablar ordinario y logró una actuación para la memoria del teatro de Brasil con la que consiguió el Premio Molière, concedido por primera vez por unanimidad.

## Vida privada
Tônia Carrero era hija del militar y professor de matemáticas Hermenegildo Portocarrero (1894-1959), quien también estaba ligado al mundo del espectáculo. Amigo del prestigioso actor brasilero Procópio Ferreira Portocarrero fue durante un tiempo director de Radio Nacional, la principal estación de radio de la por entonces capital de Brasil, Río de Janeiro.
En 1940 Tônia Carrero se casó con el dibujante Carlos Thiré, quien más adelante devino un reconocido creador de historietas de Brasil. La pareja tuvo un hijo: Cecil Thiré, nacido el 28 de mayo de 1943, que con los años fue conocido como actor, director y profesor de teatro. En 1951, durante el rodaje de Tico-Tico no Fubá, la actriz y su director del filme Adolfo Celi se enamoraron, provocando la ruptura de sus respectivos matrimonios.
Falleció el 3 de marzo de 2018 a la edad de 95 años tras sufrir un paro cardíaco.

## Filmografía
- 1947 - Querida Susana, dir. Alberto Pieralisi
- 1949 - Caminhos do Sul, dir. Fernando de Barros
- 1950 - Quando a Noite Acaba,  dir. Fernando de Barros
- 1952 - Apassionata,  dir. de Fernando de Barros
- 1952 - Tico-tico no fubá, dir. Adolfo Celi
- 1954 - É Proibido Beijar, dir. Ugo Lombardi
- 1955 - Mãos Sangrentas, dir. Carlos Hugo Christensen
- 1961 - Alias Gardelito,  dir. Lautaro Murua
- 1962 - Copacabana Palace, dir. Steno (Stefano Vanzina)
- 1962 - Esse Rio que Eu Amo (episodio Noite de Almirante), dir. Carlos Hugo Christensen
- 1962 - Sócio de Alcova o Carnaval del crimen, dir. George Cahan
- 1969 - Tempo de Violência,  dir. Hugo Kusnet
- 1977 - Gordos e Magros'', dir. Mário Carneiro
- 1988 - A bela Palomera,  dir. Ruy Guerra
- 1988 - Fogo e Paixão,  dir. Isay Weinfeld y Márcio Kogan
- 1988 - Sonhos de Menina Moça, dir. Tereza Trautman
- 1990 - O Gato de Botas Extraterrestre, dir. Wilson Rodrigues
- 2005 - Vinicius, dir. Miguel Faria Jr
- 2006 - Adolfo Celi, un uomo per due culture, dir. Leonardo Celi …Ella misma
- 2008 - Chega de Saudade, dir. Laís Bodanzky
- 2011 - Eu Eu Eu José Lewgoy, dir. Cláudio Kahns …Ella  misma[2]